# دالتون (ماساچوست)
دالتون، ماساچوست
دالتون (به انگلیسی: Dalton) شهرکی در شهرستان برکشایر ایالت ماساچوست می‌باشد که در سال ۱۷۸۴ بنیان‌گذاری شده‌است. این شهرک در سرشماری سال ۲۰۱۰ میلادی، ۶٬۷۵۶ نفر جمعیت داشته‌است.